# Bello (krater)
Bello är en nedslagskrater på planeten Merkurius, med en diameter på ungefär 139 kilometer.
1976 uppkallades kratern efter poeten Andrés Bello.